# 6 Heures de Spa 2019
Navigation
Édition précédente Édition suivante
Les 6 Heures de Spa 2019 (officiellement appelé les Total 6 Heures de Spa-Francorchamps 2019), ont été la 39e édition de l'épreuve et la 7e manche du calendrier du Championnat du monde d'endurance FIA 2018-2019, elles se sont déroulées du 2 mai 2019 au 4 mai 2019.

## Circuit

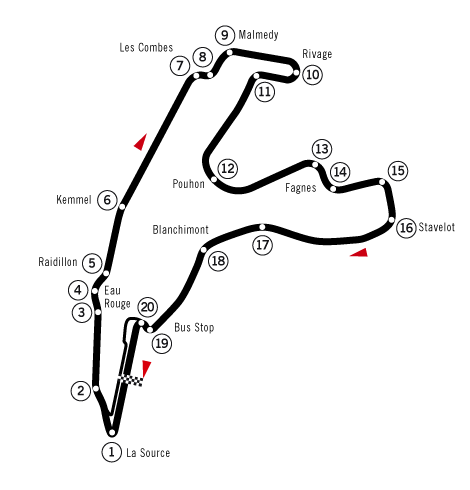
Le Circuit de Spa-Francorchamps, cadre des 6 Heures de Spa 2019.

Les 6 Heures de Spa 2019 se sont déroulées sur le Circuit de Spa-Francorchamps en Belgique, surnommé Le toboggan des Ardennes, en raison de son important dénivelé et de la présence de nombreuses courbes rapides. Certains de ses virages sont célèbres, comme l'Eau Rouge, Pouhon ou encore Blanchimont. Il est également caractérisé par de longues pleines charges, dues au fait que le tracé mesure plus de 7 km. Ce circuit est célèbre car il accueille la Formule 1 et qu'il est très ancré dans la compétition automobile.

## Course

### Classement de la course
Voici le classement officiel au terme de la course.
- Les premiers de chaque catégorie du championnat du monde sont signalés par un fond jaune.
- Pour la colonne Pneus, il faut passer le curseur au-dessus du modèle pour connaître le manufacturier de pneumatiques.

| Pos | Classe    | no     | Écurie                    | Pilotes                                                 | Châssis                        | Pneus | Tours | Temps               |
| Pos | Classe    | no     | Écurie                    | Pilotes                                                 | Moteur                         | Pneus | Tours | Temps               |
| --- | --------- | ------ | ------------------------- | ------------------------------------------------------- | ------------------------------ | ----- | ----- | ------------------- |
| 1   | LMP1      | 8      | Toyota Gazoo Racing       | Fernando Alonso Sébastien Buemi Kazuki Nakajima         | Toyota TS050 Hybrid            | M     | 133   | 5 h 44 min 41 s 101 |
| 1   | LMP1      | 8      | Toyota Gazoo Racing       | Fernando Alonso Sébastien Buemi Kazuki Nakajima         | Toyota 2,4 L V6 Bi-Turbo       | M     | 133   | 5 h 44 min 41 s 101 |
| 2   | LMP1      | 3      | Rebellion Racing          | Nathanaël Berthon Thomas Laurent Gustavo Menezes        | Rebellion R13                  | M     | 132   | + 1 tour            |
| 2   | LMP1      | 3      | Rebellion Racing          | Nathanaël Berthon Thomas Laurent Gustavo Menezes        | Gibson GK458 4,5 L V8 Atmo     | M     | 132   | + 1 tour            |
| 3   | LMP1      | 11     | SMP Racing                | Mikhail Aleshin Stoffel Vandoorne Vitaly Petrov         | BR Engineering BR1             | M     | 132   | + 1 tour            |
| 3   | LMP1      | 11     | SMP Racing                | Mikhail Aleshin Stoffel Vandoorne Vitaly Petrov         | AER P60B 2,4 L V6 Bi-Turbo     | M     | 132   | + 1 tour            |
| 4   | LMP1      | 17     | SMP Racing                | Egor Orudzhev Stéphane Sarrazin Sergey Sirotkin         | BR Engineering BR1             | M     | 131   | + 2 tours           |
| 4   | LMP1      | 17     | SMP Racing                | Egor Orudzhev Stéphane Sarrazin Sergey Sirotkin         | AER P60B 2,4 L V6 Bi-Turbo     | M     | 131   | + 2 tours           |
| 5   | LMP1      | 1      | Rebellion Racing          | André Lotterer Neel Jani Bruno Senna                    | Rebellion R13                  | M     | 130   | + 3 tours           |
| 5   | LMP1      | 1      | Rebellion Racing          | André Lotterer Neel Jani Bruno Senna                    | Gibson GK458 4,5 L V8 Atmo     | M     | 130   | + 3 tours           |
| 6   | LMP1      | 7      | Toyota Gazoo Racing       | Mike Conway Kamui Kobayashi José María López            | Toyota TS050 Hybrid            | M     | 129   | + 4 tours           |
| 6   | LMP1      | 7      | Toyota Gazoo Racing       | Mike Conway Kamui Kobayashi José María López            | Toyota 2,4 L V6 Bi-Turbo       | M     | 129   | + 4 tours           |
| 7   | LMP2      | 31     | DragonSpeed               | Anthony Davidson Roberto González Pastor Maldonado      | Oreca 07                       | M     | 129   | + 4 tours           |
| 7   | LMP2      | 31     | DragonSpeed               | Anthony Davidson Roberto González Pastor Maldonado      | Gibson GK428 4,2 L V8 Atmo     | M     | 129   | + 4 tours           |
| 8   | LMP2      | 26     | G-Drive Racing            | Roman Rusinov Job van Uitert Jean-Éric Vergne           | Oreca 07                       | D     | 129   | + 4 tours           |
| 8   | LMP2      | 26     | G-Drive Racing            | Roman Rusinov Job van Uitert Jean-Éric Vergne           | Gibson GK428 4,2 L V8 Atmo     | D     | 129   | + 4 tours           |
| 9   | LMP2      | 36     | Singatech Alpine Matmut   | Nicolas Lapierre André Negrão Pierre Thiriet            | Alpine A470                    | M     | 129   | + 4 tours           |
| 9   | LMP2      | 36     | Singatech Alpine Matmut   | Nicolas Lapierre André Negrão Pierre Thiriet            | Gibson GK428 4,2 L V8 Atmo     | M     | 129   | + 4 tours           |
| 10  | LMP2      | 38     | Jackie Chan DC Racing     | Gabriel Aubry Stéphane Richelmi Ho-Pin Tung             | Oreca 07                       | D     | 129   | + 4 tours           |
| 10  | LMP2      | 38     | Jackie Chan DC Racing     | Gabriel Aubry Stéphane Richelmi Ho-Pin Tung             | Gibson GK428 4,2 L V8 Atmo     | D     | 129   | + 4 tours           |
| 11  | LMP2      | 28     | TDS Racing                | Loïc Duval François Perrodo Norman Nato                 | Oreca 07                       | D     | 128   | + 5 tours           |
| 11  | LMP2      | 28     | TDS Racing                | Loïc Duval François Perrodo Norman Nato                 | Gibson GK428 4,2 L V8 Atmo     | D     | 128   | + 5 tours           |
| 12  | LMP2      | 29     | Racing Team Nederland     | Frits van Eerd Giedo van der Garde Nyck de Vries        | Dallara P217                   | M     | 127   | + 6 tours           |
| 12  | LMP2      | 29     | Racing Team Nederland     | Frits van Eerd Giedo van der Garde Nyck de Vries        | Gibson GK428 4,2 L V8 Atmo     | M     | 127   | + 6 tours           |
| 13  | LMP2      | 37     | Jackie Chan DC Racing     | David Heinemeier Hansson Jordan King Will Stevens       | Oreca 07                       | D     | 127   | + 6 tours           |
| 13  | LMP2      | 37     | Jackie Chan DC Racing     | David Heinemeier Hansson Jordan King Will Stevens       | Gibson GK428 4,2 L V8 Atmo     | D     | 127   | + 6 tours           |
| 14  | LMP2      | 50     | Larbre Compétition        | Erwin Creed Nicholas Boulle Romano Ricci                | Ligier JS P217                 | M     | 126   | + 7 tours           |
| 14  | LMP2      | 50     | Larbre Compétition        | Erwin Creed Nicholas Boulle Romano Ricci                | Gibson GK428 4,2 L V8 Atmo     | M     | 126   | + 7 tours           |
| 15  | LMGTE Pro | 97     | Aston Martin Racing       | Alex Lynn Maxime Martin                                 | Aston Martin Vantage AMR       | M     | 124   | + 9 tours           |
| 15  | LMGTE Pro | 97     | Aston Martin Racing       | Alex Lynn Maxime Martin                                 | Aston Martin 4,0 L V8 Bi-Turbo | M     | 124   | + 9 tours           |
| 16  | LMGTE Pro | 51     | AF Corse                  | James Calado Alessandro Pier Guidi                      | Ferrari 488 GTE Evo            | M     | 124   | + 9 tours           |
| 16  | LMGTE Pro | 51     | AF Corse                  | James Calado Alessandro Pier Guidi                      | Ferrari F154CB 3,9 L V8 Turbo  | M     | 124   | + 9 tours           |
| 17  | LMGTE Pro | 92     | Porsche GT Team           | Michael Christensen Kévin Estre                         | Porsche 911 RSR                | M     | 124   | + 9 tours           |
| 17  | LMGTE Pro | 92     | Porsche GT Team           | Michael Christensen Kévin Estre                         | Porsche 4,0 L Flat-6 Atmo      | M     | 124   | + 9 tours           |
| 18  | LMGTE Pro | 82     | BMW Team MTEK (en)        | António Félix da Costa Augusto Farfus                   | BMW M8 GTE                     | M     | 124   | + 9 tours           |
| 18  | LMGTE Pro | 82     | BMW Team MTEK (en)        | António Félix da Costa Augusto Farfus                   | BMW S63 4,0 L V8 Bi-Turbo      | M     | 124   | + 9 tours           |
| 19  | LMGTE Pro | 67     | Ford Chip Ganassi Team UK | Andy Priaulx Harry Tincknell                            | Ford GT                        | M     | 124   | + 9 tours           |
| 19  | LMGTE Pro | 67     | Ford Chip Ganassi Team UK | Andy Priaulx Harry Tincknell                            | Ford EcoBoost 3,5 L V6 Turbo   | M     | 124   | + 9 tours           |
| 20  | LMGTE Pro | 71     | AF Corse                  | Sam Bird Davide Rigon                                   | Ferrari 488 GTE Evo            | M     | 124   | + 9 tours           |
| 20  | LMGTE Pro | 71     | AF Corse                  | Sam Bird Davide Rigon                                   | Ferrari F154CB 3,9 L V8 Turbo  | M     | 124   | + 9 tours           |
| 21  | LMGTE Pro | 95     | Aston Martin Racing       | Marco Sørensen Nicki Thiim                              | Aston Martin Vantage AMR       | M     | 124   | + 9 tours           |
| 21  | LMGTE Pro | 95     | Aston Martin Racing       | Marco Sørensen Nicki Thiim                              | Aston Martin 4,0 L V8 Bi-Turbo | M     | 124   | + 9 tours           |
| 22  | LMGTE Pro | 91     | Porsche GT Team           | Gianmaria Bruni Richard Lietz                           | Porsche 911 RSR                | M     | 124   | + 9 tours           |
| 22  | LMGTE Pro | 91     | Porsche GT Team           | Gianmaria Bruni Richard Lietz                           | Porsche 4,0 L Flat-6 Atmo      | M     | 124   | + 9 tours           |
| 23  | LMGTE Pro | 81     | BMW Team MTEK (en)        | Nick Catsburg Martin Tomczyk                            | BMW M8 GTE                     | M     | 124   | + 9 tours           |
| 23  | LMGTE Pro | 81     | BMW Team MTEK (en)        | Nick Catsburg Martin Tomczyk                            | BMW S63 4,0 L V8 Bi-Turbo      | M     | 124   | + 9 tours           |
| 24  | LMGTE Pro | 66     | Ford Chip Ganassi Team UK | Stefan Mücke Olivier Pla                                | Ford GT                        | M     | 123   | + 10 tours          |
| 24  | LMGTE Pro | 66     | Ford Chip Ganassi Team UK | Stefan Mücke Olivier Pla                                | Ford EcoBoost 3,5 L V6 Turbo   | M     | 123   | + 10 tours          |
| 25  | LMGTE Am  | 77     | Dempsey – Proton Racing   | Riccardo Pera Matt Campbell Christian Ried              | Porsche 911 RSR                | M     | 122   | + 11 tours          |
| 25  | LMGTE Am  | 77     | Dempsey – Proton Racing   | Riccardo Pera Matt Campbell Christian Ried              | Porsche 4,0 L Flat-6 Atmo      | M     | 122   | + 11 tours          |
| 26  | LMGTE Am  | 90     | TF Sport                  | Euan Hankey Charlie Eastwood Salih Yoluç                | Aston Martin Vantage GTE       | M     | 122   | + 11 tours          |
| 26  | LMGTE Am  | 90     | TF Sport                  | Euan Hankey Charlie Eastwood Salih Yoluç                | Aston Martin 4,5 L V8 Atmo     | M     | 122   | + 11 tours          |
| 27  | LMGTE Am  | 61     | Clearwater Racing         | Matteo Cressoni Matt Griffin Luís Pérez Companc         | Ferrari 488 GTE Evo            | M     | 122   | + 11 tours          |
| 27  | LMGTE Am  | 61     | Clearwater Racing         | Matteo Cressoni Matt Griffin Luís Pérez Companc         | Ferrari F154CB 3,9 L V8 Turbo  | M     | 122   | + 11 tours          |
| 28  | LMGTE Am  | 54     | Spirit of Race            | Francesco Castellacci Giancarlo Fisichella Thomas Flohr | Ferrari 488 GTE Evo            | M     | 122   | + 11 tours          |
| 28  | LMGTE Am  | 54     | Spirit of Race            | Francesco Castellacci Giancarlo Fisichella Thomas Flohr | Ferrari F154CB 3,9 L V8 Turbo  | M     | 122   | + 11 tours          |
| 29  | LMGTE Am  | 56     | Team Project 1            | Jörg Bergmeister Patrick Lindsey Egidio Perfetti        | Porsche 911 RSR                | M     | 122   | + 11 tours          |
| 29  | LMGTE Am  | 56     | Team Project 1            | Jörg Bergmeister Patrick Lindsey Egidio Perfetti        | Porsche 4,0 L Flat-6 Atmo      | M     | 122   | + 11 tours          |
| 30  | LMGTE Am  | 98     | Aston Martin Racing       | Paul Dalla Lana Pedro Lamy Mathias Lauda                | Aston Martin Vantage GTE       | M     | 121   | + 12 tours          |
| 30  | LMGTE Am  | 98     | Aston Martin Racing       | Paul Dalla Lana Pedro Lamy Mathias Lauda                | Aston Martin 4,5 L V8 Atmo     | M     | 121   | + 12 tours          |
| 31  | LMGTE Am  | 86     | Gulf Racing UK            | Ben Barker Thomas Preining Michael Wainwright           | Porsche 911 RSR                | M     | 121   | + 12 tours          |
| 31  | LMGTE Am  | 86     | Gulf Racing UK            | Ben Barker Thomas Preining Michael Wainwright           | Porsche 4,0 L Flat-6 Atmo      | M     | 121   | + 12 tours          |
| 32  | LMGTE Am  | No. 70 | MR Racing                 | Olivier Beretta Eddie Cheever III (en) Motoaki Ishikawa | Ferrari 488 GTE Evo            | M     | 120   | + 13 tours          |
| 32  | LMGTE Am  | No. 70 | MR Racing                 | Olivier Beretta Eddie Cheever III (en) Motoaki Ishikawa | Ferrari F154CB 3,9 L V8 Turbo  | M     | 120   | + 13 tours          |
| 33  | LMGTE Am  | 88     | Dempsey – Proton Racing   | Matteo Cairoli Gianluca Roda Giorgio Roda               | Porsche 911 RSR                | M     | 115   | + 18 tours          |
| 33  | LMGTE Am  | 88     | Dempsey – Proton Racing   | Matteo Cairoli Gianluca Roda Giorgio Roda               | Porsche 4,0 L Flat-6 Atmo      | M     | 115   | + 18 tours          |
| 34  | LMP1      | 4      | ByKolles Racing           | Tom Dillmann Oliver Webb Paolo Ruberti                  | Enso CLM P1/01                 | M     | 95    | + 38 tours          |
| 34  | LMP1      | 4      | ByKolles Racing           | Tom Dillmann Oliver Webb Paolo Ruberti                  | Gibson GK458 4,5 L V8 Atmo     | M     | 95    | + 38 tours          |

## Pole position et record du tour
- Pole position : #7 Toyota Gazoo Racing en 1 min 53 s 742
- Meilleur tour en course : Mike Conway sur #7 Toyota Gazoo Racing en 1 min 57 s 394 au 39e tour

## Tours en tête
- #7 Toyota TS050 Hybrid - Toyota Gazoo Racing : 57 (1-3 / 5-18 / 25-28 / 33-68)[2]
- #17 BR Engineering BR1 - SMP Racing : 1 (4)
- #8 Toyota TS050 Hybrid - Toyota Gazoo Racing : 71 (19-24 / 69-133)
- #11 BR Engineering BR1 - SMP Racing : 4 (29-32)

## À noter
- Longueur du circuit : 6,918 km
- Distance parcourue par les vainqueurs : 920,094 km